# Haicheng
Haicheng is een stad in de provincie Liaoning van China.  Haicheng is ook een arrondissement. De stad heeft 192.000 inwoners. Haicheng ligt 40 km ten zuiden van Anshan aan de spoorlijn naar Dalian.